# Julianstown
Julianstown (irsky Baile Iúiliáin) je malá vesnice v hrabství Meath v provincii Leinster v Irsku. V roce 2016 zde žilo 681 obyvatel. K historii obce patří, že zde byla vybojována bitva u Julianstownu ve které Irové zvítězili nad anglickými royalisty během Irského povstání (1641).
Vesnice se nachází na řece Nanny (irsky An Ainí), která ústí do moře v Laytownu, který se nachází tři kilometry daleko od Julianstownu. V obci se nachází římskokatolický kostel a také kostel irské církve.

## Historie
Velice důležitá je historie místních vodních mlýnů. V 19. století zde bylo postaveno 14 vodních mlýnů, které fungovaly po celé řece Nanny.

## Místní legenda
Historie Julianstownu je velmi spojená se svatým Patrikem, který podle legendy proklel řeku Nanny aby z ní vymizeli všichni lososi. Vypráví se také, že svatý Patrik zde učinil první křest. Pokřtěný se jmenoval Benignus, a byl pokřtěn vodou ze studánky v lese Mosney.

## Vzdělání
V Julianstownu se nachází jediná základní škola založená v roce 1826.